# Petra Klingler
Petra Klingler (Bonstetten, 14 de febrero de 1992) es una deportista suiza que compite en escalada, especialista en la prueba de bloques.
Ganó tres medallas en el Campeonato Mundial de Escalada entre los años 2012 y 2016, y dos medallas en el Campeonato Europeo de Escalada de 2017.

## Palmarés internacional
| Campeonato Mundial | Campeonato Mundial | Campeonato Mundial | Campeonato Mundial |
| Año                | Lugar              | Medalla            | Prueba             |
| ------------------ | ------------------ | ------------------ | ------------------ |
| 2012               | París (Francia)    | Medalla de bronce  | Combinada          |
| 2014               | Múnich (Alemania)  | Medalla de plata   | Combinada          |
| 2016               | París (Francia)    | Medalla de oro     | Bloques            |
| Campeonato Europeo |                    |                    |                    |
| Año                | Lugar              | Medalla            | Prueba             |
| 2017               | Múnich (Alemania)  | Medalla de plata   | Combinada          |
| 2017               | Múnich (Alemania)  | Medalla de bronce  | Bloques            |